# Tex-Mex

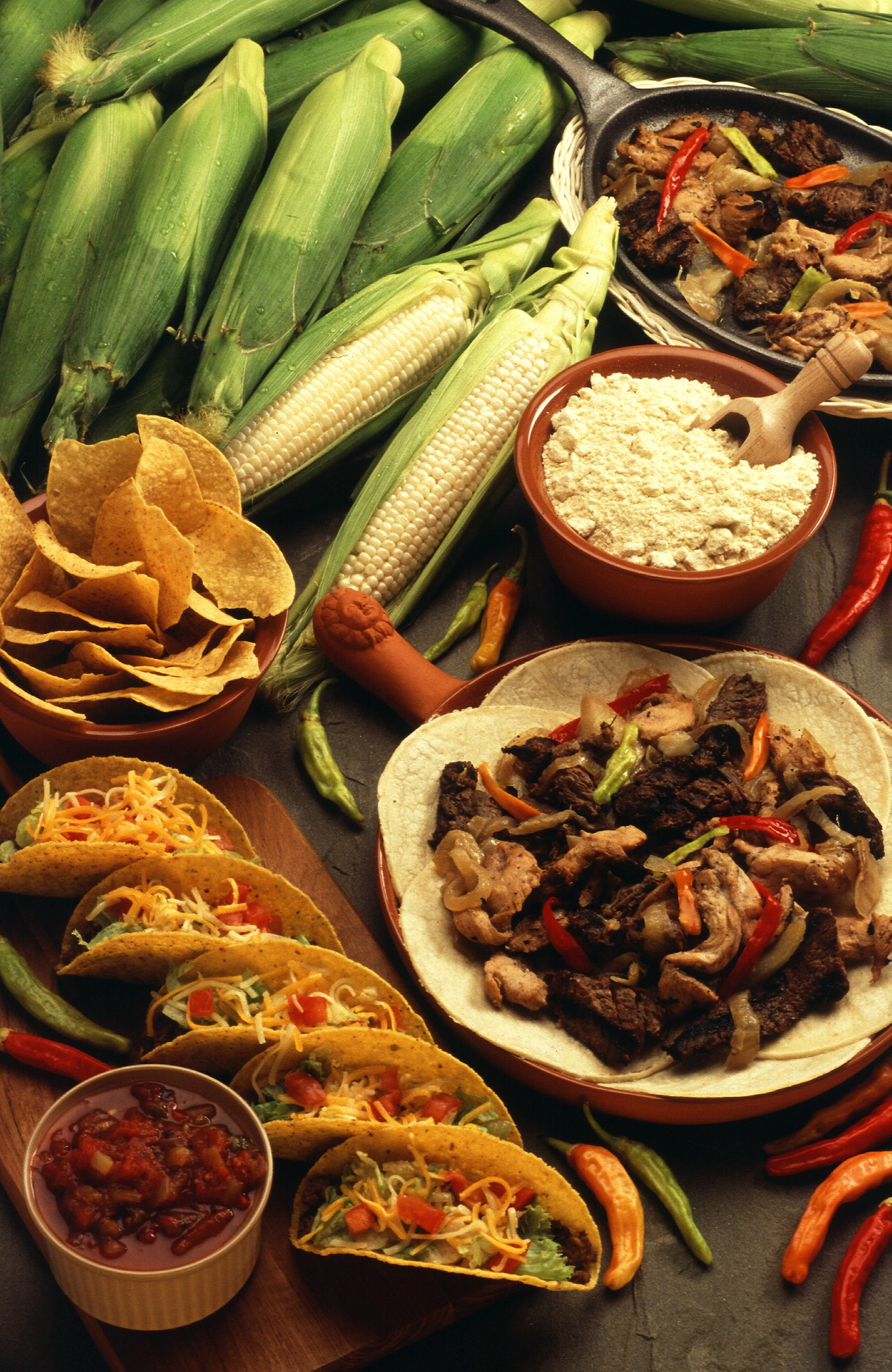
Tipici piatti Tex-Mex

Tex-Mex (fusione delle parole Texan e Mexican) è un termine che descrive un tipo di cucina fusion tra cucina statunitense e cucina messicana, derivante dalle creazioni culinarie dei Tejanos, abitanti del Texas di antica discendenza spagnola o messicana. È diffusa soprattutto negli Stati sud-occidentali degli Stati Uniti d’America come il Texas, il Nuovo Messico, lo Utah e il Colorado, adiacenti al confine con il Messico.
Tex-Mex descrive una cucina regionale che unisce i prodotti alimentari disponibili negli Stati Uniti e le creazioni culinarie della tradizione culinaria messicana. I singoli alimenti tex mex possono essere o non essere simili alla cucina messicana tradizionale, ma è comune a tutti questi cibi essere indicati come "cibo messicano" negli Stati Uniti. In molte parti degli USA al di fuori del Texas questo termine è sinonimo di cucina degli stati sud-occidentali.

## Origini

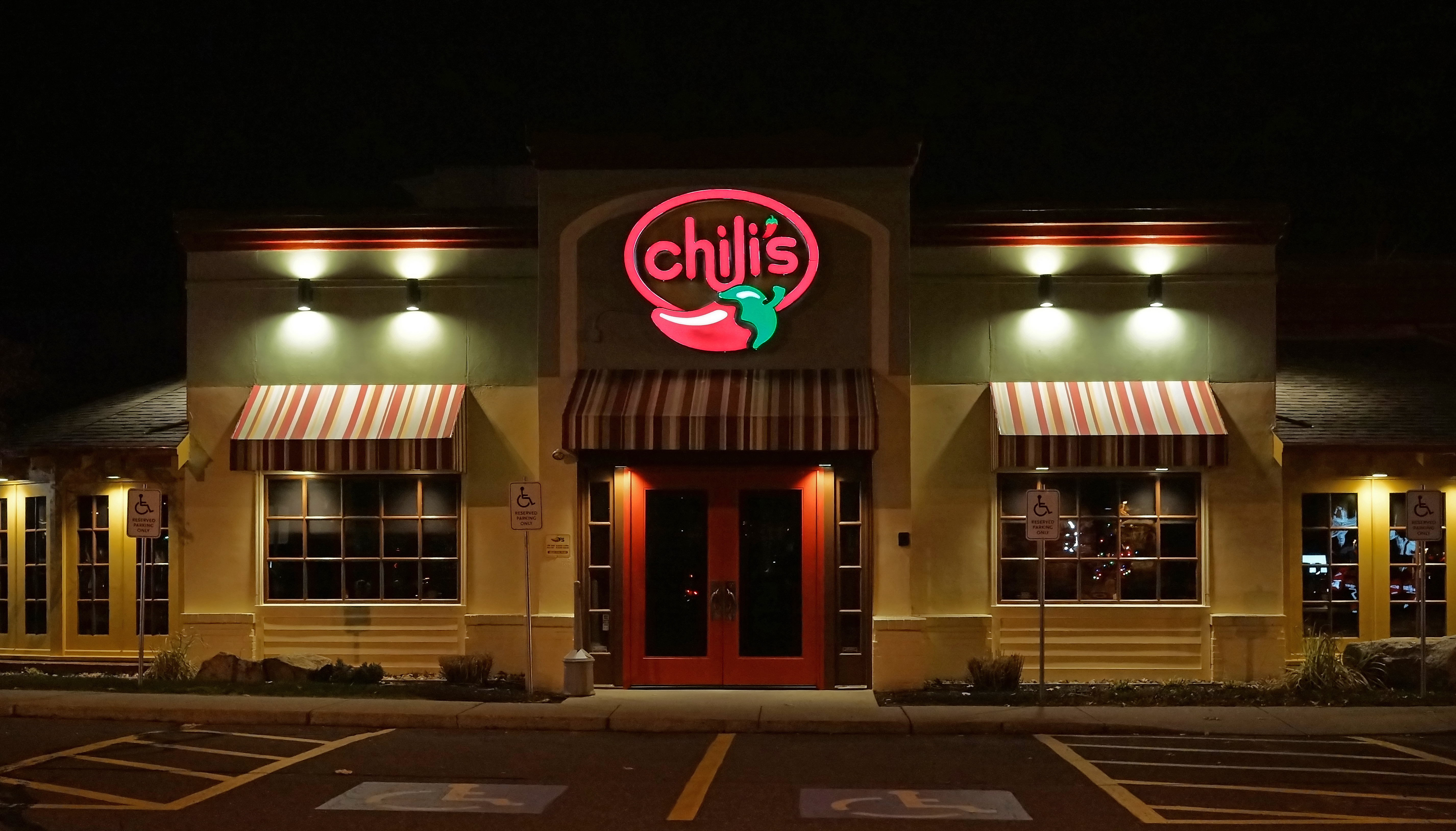
Ingresso di un ristorante Tex-Mex

Originariamente, il termine Tex-Mex indicava una linea ferroviaria. Nel 1875, infatti, fu inaugurata la prima linea ferroviaria che univa il Texas al Messico, la Texas-Mexican Railway, che fu chiamata con l'abbreviazione Tex-Mex. Dal 1920 in poi questo termine iniziò ad indicare non solo la linea ferroviaria ma anche tutti i cittadini texani che avevano origini messicane e nei decenni successivi l'acronimo si espanse fino ad indicare quel tipo di cucina fusion che ormai è conosciuta e diffusa in tutto il mondo. Proprio la linea ferroviaria, velocizzando molto i trasporti, rese disponibili sul mercato americano tanti prodotti messicani.
La prima volta che è stato usato il termine Tex-Mex per riferirsi ad un tipo di cucina fu nel 1963, quando l'Oxford English Dictionary lo inserì nel proprio vocabolario. Il primo ristorante tipico di cucina Tex-Mex ha aperto a Parigi nel 1983.
I ristoranti Tex-Mex sono diffusi in tutto il mondo, anche in Italia, solo che il più delle volte sono locali folcloristici, più simili a pub che a ristoranti veri e propri, dove la scelta dei piatti è limitata.

## Caratteristiche

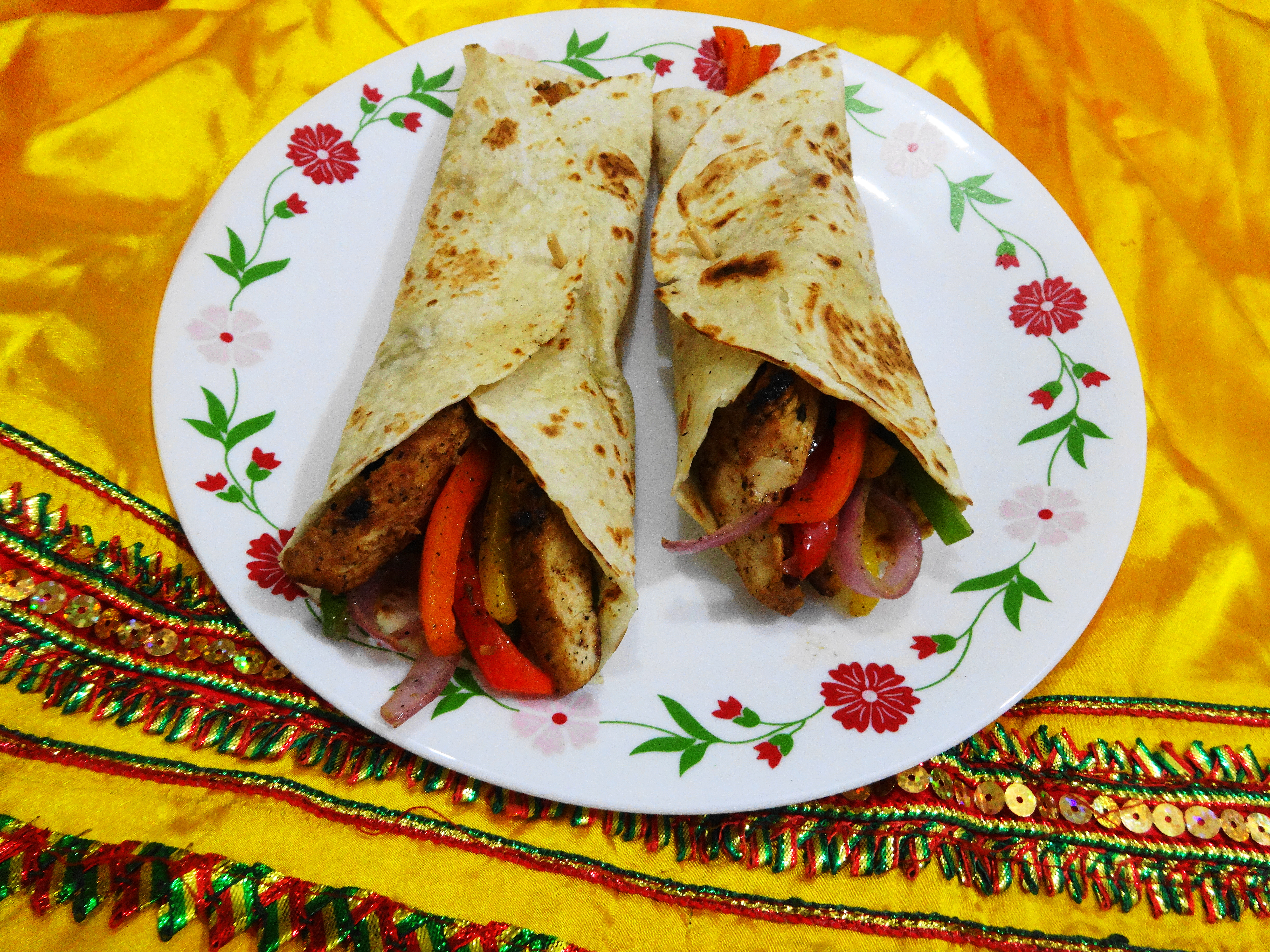
Tortilla ripiene

La famosa cuoca e critica gastronomica americana Diana Kennedy nel suo libro La cucina messicana spiega che c'è un'enorme differenza tra la cucina messicana vera e propria e la cucina messicana americanizzata (la Tex-Mex) poiché quest'ultima trascende le differenze di classe e tratta il cibo dei poveri con lo stesso rispetto di quello dei ricchi.
La cucina Tex-Mex, infatti, si basa su alcuni ingredienti di base imprescindibili e di fatto poveri, primo tra tutti la farina di mais, tipica del Sud America, con cui preparare tacos, nachos, burritos, quesadillas, tortilla e taquitos e poi le verdure: peperoni, peperoncini, pomodori, patate, insalata, cipolle e fagioli, qui chiamati chiles.
È però una cucina prevalentemente di carne, non va dimenticato che ci troviamo in una zona dove gli allevamenti di bestiame sono fiorenti, quindi il manzo è onnipresente nelle ricette Tex-Mex. Una ricetta tipica è, ad esempio, la carne di manzo essiccata, un'altra la testa di manzo alla brace, o il famosissimo chili con carne, ovvero spezzatino di carne con fagioli.
Oltre al manzo si trova spesso anche la carne di pollo, per lo più marinato e fritto, ma usato anche come ripieno di enchiladas e tortillas. E poi il formaggio, in particolare quello statunitense, simile al cheddar, a pasta gialla e poco stagionato, che viene impiegato per lo più come copertura dei piatti e poi fatto fondere durante la cottura.

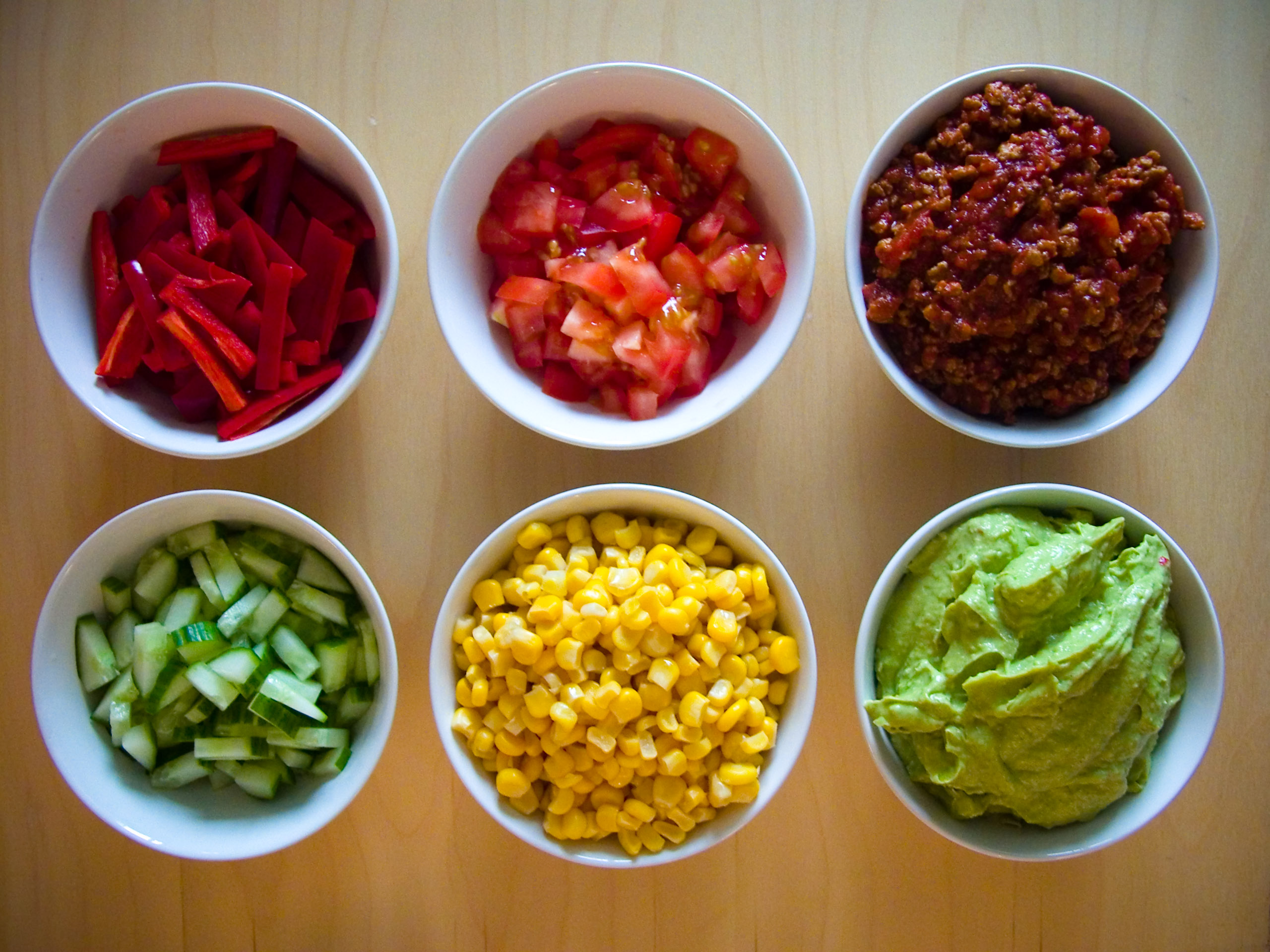
Ingredienti tipici della cucina Tex-Mex

Sono tante anche le salse Tex-Mex, più o meno piccanti, tra le più diffuse sicuramente abbiamo il tabasco e il guacamole. Il succo di lime viene spesso usato come condimento. Frutti esotici come l'avocado, l'ananas e la papaya trovano impiego sia in ricette dolci che salate, spesso usati proprio per preparare salse o insalate per accompagnare la carne.
Tra le bevande sicuramente la più consumata è la birra, ma anche il tequila (la bevanda nazionale messicana ottenuta dalla distillazione della pianta di agave), il mezcal (un altro distillato dell'agave) e il pulque (sempre ottenuta dall'agave ma non distillata come la tequila bensì fatta fermentare come la birra e quindi di gradazione inferiore).